# Megachile alborufula
Megachile alborufula är en biart som beskrevs av Cockerell 1937. Megachile alborufula ingår i släktet tapetserarbin, och familjen buksamlarbin. Inga underarter finns listade i Catalogue of Life.